# 에어갭 (네트워킹)
에어갭(air grp) 또는 연결이 끊긴 네트워크(disconnected network)는 네트워크 보안에서 안전한 컴퓨터 네트워크가 공용 인터넷 또는 안전하지 않은 근거리 통신망과 같은 안전하지 않은 네트워크로부터 물리적으로 격리되도록 하기 위해 하나 이상의 컴퓨터에 사용되는 네트워크 보안 조치이다. 이는 컴퓨터나 네트워크에 다른 네트워크에 연결된 네트워크 인터페이스 컨트롤러가 없으며, 수질을 유지하기 위해 배관에 사용되는 토수구 공간과 유사한 물리적 또는 개념적 공극이 있음을 의미한다.

## 소프트웨어 업데이트
보안 관점에서 볼 때 에어 갭 네트워크의 주요 단점은 소프트웨어가 자동으로 자체 업데이트할 수 없다는 것이다. 대신 사용자와 시스템 관리자는 업데이트를 수동으로 다운로드하고 설치해야 한다. 엄격한 업데이트 루틴을 따르지 않으면 네트워크에서 오래된 소프트웨어가 실행되어 알려진 보안 취약점이 포함될 수 있다. 적이 에어갭 네트워크에 접근하는 데 성공한 경우(예: 불만을 품은 직원에게 연락하거나 사회 공학을 사용하여) 이러한 취약점을 사용하여 에어갭 네트워크 내에서 일반 대중보다 성공률이 더 높은 속도로 빠르게 인터넷으로 확산될 수 있다.
시스템 관리자는 윈도우 서버 업데이트 서비스 또는 네트워크 로그온 스크립트와 같은 전용 솔루션을 사용하여 에어갭 네트워크에서 소프트웨어 업데이트를 관리할 수 있다. 이러한 메커니즘을 사용하면 시스템 관리자가 인터넷에서 업데이트를 한 번 다운로드한 후 에어 갭 네트워크의 모든 컴퓨터가 자동으로 업데이트를 설치할 수 있다. 하지만 문제가 완전히 제거되지는 않는다. 특히 사용자가 로컬 워크스테이션에 대한 관리 권한을 갖고 있어 중앙에서 관리되지 않는 소프트웨어를 설치할 수 있는 경우에는 더욱 그렇다. 펌웨어 업데이트가 필요한 사물인터넷 장치가 있으면 문제가 복잡해질 수도 있다. 이러한 업데이트를 중앙에서 관리할 수 없는 경우가 많기 때문이다.

## 같이 보기
- 비행기 모드
- 방화벽 (네트워킹)
- NIPRNet
- SIPRNet
- 스니커넷
- 템페스트 (암호명)